# Lwowska Szkoła Państwowego Uniwersytetu Telekomunikacyjnego
Lwowska Szkoła Państwowego Uniwersytetu Telekomunikacyjnego (ukr. Львівський коледж Державного університету інформаційно-комунікаційних технологій) – szkoła techniczna we Lwowie, jej absolwenci osiągają tytuł odpowiadający w Polsce licencjatowi, a następnie mogą kontynuować naukę w Państwowym Uniwersytecie Telekomunikacyjnym w Kijowie.

## Historia
Decyzję o powstaniu we Lwowie szkoły o kierunku telekomunikacyjnym podjęła Rada Komisarzy Ludowych ZSRR w dniu 27 maja 1945. Pierwsi absolwenci ukończyli naukę o specjalności "Telefonia międzymiastowa" w 1948, była to grupa 19 osób. 
W 2004 w wyniku reorganizacji działalność szkoły podporządkowano Państwowemu Uniwersytetowi Telekomunikacyjnemu w Kijowie, a od 1 stycznia 2012 bezpośrednio Ministerstwu Oświaty i Nauki, Młodzieży i Sportu Ukrainy.
Przez wszystkie lata działalności uczelnię ukończyło wielu specjalistów w dziedzinie telekomunikacji, wielu z nich kontynuowało naukę w Państwowym Uniwersytecie Telekomunikacyjnym w Kijowie. Szkoła posiada nowoczesne zaplecze techniczne oraz kadrę wykwalifikowanych wykładowców. Naucza w dziedzinie technologii informatyczno-telekomunikacyjnych, a także wdrażania nowych form komunikacji. 